# Зелёный Кут (Одесская область)
Зелёный Кут (укр. Зелений Кут) — село, относится к Подольскому району Одесской области Украины.
Население по переписи 2001 года составляло 343 человека. Почтовый индекс — 66320. Телефонный код — 4862. Занимает площадь 0,7 км². Код КОАТУУ — 5122980804.

## Местный совет
66320, Одесская обл., Подольский р-н, с. Борщи, ул. Октябрьской революции, 11